# Kljun
Kljunom se u zoologiji naziva prema naprijed, često šiljasta, izraslina kojom završava usni otvor kod ptica, a služi za uzimanje hrane. 
Kljun se dijeli na gornji (pokljunica) i donji dio. Najčešće, gornji je pokretan, dok je donji čvrsti sastavni dio kostura glave, no i to nije jednako kod svih vrsta. Koštana podloga prevučena je rožnatom tvari. Nosni otvori su najčešće smješteni uz korijen kljuna, osim kod kivija, kod kojeg su otvori na vrhu.
Od vrste do vrste prilagođen je upravo specifičnim načinima prehrane ptica, pa je stoga i vrlo različitih oblika. Kod nekih su rubovi vrlo oštri, kod nekih nazubljeni, dok su neki kljunovi građeni na način da filtriraju hranu iz vode. Kod nekih vrsta su gornji i donji dio prekriženi, neki su vrlo šiljasti, dok su neki, opet zaobljeni. No, uvijek su vrlo efikasno oruđe, prilagođeno potrebama vrste.
Kod držanja ukrasnih ptica u zatočeništvu, čest je slučaj da se, zbog neodgovarajuće prehrane, kljunovi ptica deformiraju. Ako zbog nedovoljnog trošenja narastu predugački, mogu, bez odgovarajuće pomoći, dovesti do uginuća ptice od gladi. Slično se može dogoditi i kod neke druge deformacije radi koje onda ptica više ne može uzimati hranu. 